# Frontera entre Àustria i Eslovàquia
La frontera entre Àustria i Eslovàquia es la frontera internacional que s'estén d'oest a est i separa l'oest d'Eslovàquia de l'est d'Àustria, ambdós estats membres de la Unió Europea, i signataris dels acords de Schengen. Separa els länder austríacs de Burgenland i Alta Àustria de les regions eslovaques de Bratislava i Trnava.

## Traçat
La frontera segueix una petita part del curs del Danubi i del riu Morava (en alemany March). Comença al trifini entre ambdós estats i la República Txeca entre els pobles d'Hohenau an der March (Àustria) i Borský Svatý Jur (Eslovàquia) i continua cap al sud, fins a Devín, on gira a l'est sobre el riu Danubi, fins al poble de Karlova Ves. La frontera continua cap al sud-est, deixant el riu Danubi al costat eslovac i arriba al trifini entre ambdós estats i Hongria. El seu traçat actual fou fixat l'endemà de la fi de la Segona Guerra Mundial, incorporant els territoris que fins aleshores havien permès la construcció d'una part del barri Petržalka de Bratislava.

## Història
La frontera entre Eslovàquia i Àustria data de la independència de Txecoslovàquia en 1918 arran de la dissolució de l'Imperi Austrohongarès confirmada pel tractat de Trianon de 1920. Durant l'existència de la Tercera República Txecoslovaca, després República Socialista Txecoslovaca (entre 1945 i 1989), de la que Eslovàquia en fou un dels components, aquesta frontera formava part del Teló d'acer que fou desmantellat després de la caiguda del mur de Berlín. En 1993, després de la revolució de Vellut, Eslovàquia es va separar de la República Txeca i l'antiga frontera txecoslovaco-austríaca esdevingué la frontera eslovaco-austríaca
Els passos fronterers foren tancats el 23 de desembre de 2007, quan ambdós estats es van incorporar a l'espai Schengen.

## Punts de pas ferroviaris
Hi ha dos punts de pas ferroviaris entre l'Àustria i Eslovàquia.
| Codi UIC | Línia austríaca | Estació austríaca | Operador | Línia eslovaca | Estació eslovaca  | Operador | Remarques                               |
| -------- | --------------- | ----------------- | -------- | -------------- | ----------------- | -------- | --------------------------------------- |
| 616      | 117 01          | Marchegg          | ÖBB      | 100            | Devínska Nová Ves | ŽSR      | Via única no electrificada              |
| 617      | 194 01          | Kittsee           | ÖBB      | 101            | Petržalka         | ŽSR      | Via única electrificada 15 kV 16 2/3 Hz |